# Pteronymia curitea
Pteronymia curitea är en fjärilsart som beskrevs av Adalbert Seitz 1909. Pteronymia curitea ingår i släktet Pteronymia och familjen praktfjärilar. Inga underarter finns listade.